# Осуга
Осуга (рус. Осуга) река је у европском делу Русије која протиче преко територија Тверске и Смоленске области и лева је притока реке Вазузе (део басена реке Волге и Каспијског језера). Протиче преко територија Олењинског, Ржевског и Зупцовског рејона Тверске и Сичјовског рејона Смоленске области.
Извире на подручју Ољенинског рејона, код села Завидово, тече у смеру истока и након 100 km тока улива се у реку Вазузу као њена лева притока код села Фомино Городишче на територији Зупцовског рејона. Површина сливног подручја је 1.290 km², а просечан проток у зони ушћа је 8,7 m³/s. 
Након градње вештачког Вазуског језера 1981. године доњи делови тока ове реке су знатно проширени, а њен водоток скраћен за неколико километара.